# ویلیام سوآسونی
ویلیام سوآسونی (انگلیسی: William of Soissons، محقق و منطق‌دان فرانسوی که در پاریس در قرن ۱۲ میلادی می‌زیست. اطلاعات در باب زندگی وی اندک است و تنها افرادی همچون ویلیام صوری به وی اشاره کرده‌اند که ریاضیات (به‌خصوص آرای اقلیدس) را در نزد وی آموخته‌اند.